# کاستل وترانو
کاستل وترانو (به ایتالیایی: Castelvetrano) یک کومونه در ایتالیا است که در استان تراپانی واقع شده‌است.

## خصوصیات
کاستل وترانو ۲۰۶ کیلومترمربع مساحت و ۳۰٬۵۱۶ نفر جمعیت دارد و ۱۸۷ متر بالاتر از سطح دریا واقع شده‌است.